# تلمبه مهدی نکویی
تلمبه مهدی نکویی یک منطقهٔ مسکونی در ایران است که در دهستان اختیارآباد واقع شده‌است.